# Collegio uninominale Marche - 02 (Senato della Repubblica 2017)
Il collegio elettorale uninominale Marche - 02 è stato un collegio elettorale uninominale della Repubblica Italiana per l'elezione del Senato tra il 2017 ed il 2022.

## Territorio
Come previsto dalla legge elettorale italiana del 2017, il collegio era stato definito tramite decreto legislativo all'interno della circoscrizione Marche.
Era formato dal territorio di 78 comuni: Agugliano, Ancona, Apiro, Appignano, Belforte del Chienti, Belvedere Ostrense, Bolognola, Caldarola, Camerano, Camerata Picena, Camerino, Camporotondo di Fiastrone, Castelbellino, Castelfidardo, Castelplanio, Castelraimondo, Castelsantangelo sul Nera, Cessapalombo, Chiaravalle, Cingoli, Colmurano, Corridonia, Cupramontana, Esanatoglia, Falconara Marittima, Fiastra, Filottrano, Fiuminata, Gagliole, Gualdo, Jesi, Loro Piceno, Macerata, Maiolati Spontini, Matelica, Mergo, Mogliano, Monsano, Monte Cavallo, Monte Roberto, Monte San Martino, Monte San Vito, Montecassiano, Montefano, Montemarciano, Morro d'Alba, Muccia, Numana, Offagna, Osimo, Penna San Giovanni, Petriolo, Pieve Torina, Pioraco, Poggio San Vicino, Pollenza, Polverigi, Ripe San Ginesio, Rosora, San Ginesio, San Marcello, San Paolo di Jesi, San Severino Marche, Santa Maria Nuova, Sant'Angelo in Pontano, Sarnano, Sefro, Serra San Quirico, Serrapetrona, Serravalle di Chienti, Sirolo, Staffolo, Tolentino, Treia, Urbisaglia, Ussita, Valfornace, Visso.
Il collegio era parte del collegio plurinominale Marche - 01.

## Eletti
| Elezione | Elezione | Senatore       | Partito            |
| -------- | -------- | -------------- | ------------------ |
|          | 2018     | Mauro Coltorti | Movimento 5 Stelle |

## Dati elettorali

### XVIII legislatura
Come previsto dalla legge elettorale, 116 senatori erano eletti con sistema a maggioranza relativa in altrettanti collegi uninominali a turno unico.
| Candidati              | Candidati                | Voti    | %     | Liste                                | Voti    | %     |
| ---------------------- | ------------------------ | ------- | ----- | ------------------------------------ | ------- | ----- |
|                        | Mauro Coltorti ✔️ Eletto | 93 601  | 33,07 | Movimento 5 Stelle                   | 93 601  | 33,07 |
|                        | Giuliano Pazzaglini      | 93 337  | 32,98 | Lega                                 | 51 652  | 18,25 |
| Forza Italia           | Giuliano Pazzaglini      | 93 337  | 32,98 | 25 481                               | 9,00    |       |
| Fratelli d'Italia      | Giuliano Pazzaglini      | 93 337  | 32,98 | 13 737                               | 4,85    |       |
| Noi con l'Italia - UDC | Giuliano Pazzaglini      | 93 337  | 32,98 | 2 467                                | 0,87    |       |
|                        | Piergiorgio Carrescia    | 73 932  | 26,12 | Partito Democratico                  | 65 461  | 23,13 |
| +Europa                | Piergiorgio Carrescia    | 73 932  | 26,12 | 5 449                                | 1,93    |       |
| Italia Europa Insieme  | Piergiorgio Carrescia    | 73 932  | 26,12 | 1 831                                | 0,65    |       |
| Civica Popolare        | Piergiorgio Carrescia    | 73 932  | 26,12 | 1 191                                | 0,42    |       |
|                        | Bruno Pettinari          | 9 034   | 3,19  | Liberi e Uguali                      | 9 034   | 3,19  |
|                        | Stefano Tenenti          | 2 980   | 1,05  | Potere al Popolo!                    | 2 980   | 1,05  |
|                        | Andrea Soverchia         | 2 709   | 0,96  | Il Popolo della Famiglia             | 2 709   | 0,96  |
|                        | Luca Canalini            | 2 367   | 0,84  | CasaPound                            | 2 367   | 0,84  |
|                        | Paolo Crognaletti        | 2 157   | 0,76  | Partito Comunista                    | 2 157   | 0,76  |
|                        | Michela Del Moro         | 1 717   | 0,61  | Italia agli Italiani                 | 1 717   | 0,61  |
|                        | Loretta Dichiara         | 629     | 0,22  | Partito Valore Umano                 | 629     | 0,22  |
|                        | Giancarlo Cingolani      | 296     | 0,10  | Lista del Popolo per la Costituzione | 296     | 0,10  |
|                        | Crescenzo Papale         | 273     | 0,10  | Per una Sinistra Rivoluzionaria      | 273     | 0,10  |
| Totale                 | Totale                   | 283 032 | 100   |                                      | 283 032 | 100   |
|                        |                          |         |       |                                      |         |       |
| Voti non validi        | Voti non validi          | 7 887   | 2,71  |                                      |         |       |
| Votanti                | Votanti                  | 290 919 | 76,85 |                                      |         |       |
| Elettori               | Elettori                 | 378 552 |       |                                      |         |       |